# نکارتایلفینگن
نکارتایلفینگن (به آلمانی: Neckartailfingen) یک شهر در آلمان است که در ااسلینگن واقع شده‌است. نکارتایلفینگن ۳٬۸۶۵ نفر جمعیت دارد.